# Osennie kolokola
Osennie kolokola (in russo Осенние колокола?, lett. "Campane autunnali") è un film del 1978 diretto da Vladimir Michajlovič Gorikker.

## Trama
Questo film musicale è basato su Il racconto della principessa morta e dei sette cavalieri di A.S. Puškin.